# 1775 Zimmerwald
1775 Zimmerwald este un asteroid din centura principală, descoperit pe 13 mai 1969, de Paul Wild.